# Cosmaresta charaxias
Espèce
Cosmaresta charaxias est une espèce de lépidoptères de la famille des Oecophoridae.

## Répartition
Ce papillon est endémique d'Australie.

## Systématique
Le nom valide complet (avec auteur) de ce taxon est Cosmaresta charaxias (Meyrick, 1889).
L'espèce a été initialement classée dans le genre Peltophora sous le protonyme Peltophora charaxias Meyrick, 1889.
Cosmaresta charaxias a pour synonyme :
- Peltophora charaxias Meyrick, 1889